# Ефремов, Николай Никитич
Никола́й Ники́тич Ефре́мов (29 ноября 1921, Корсаково, Краснококшайский кантон, Марийская автономная область, РСФСР ― 31 августа 1993, Новосибирск, Россия) ― советский военный деятель. В годы Великой Отечественной войны ― командир телефонно-кабельного взвода 615 стрелкового полка 167 стрелковой дивизии 1 гвардейской армии на 1 Украинском фронте, гвардии лейтенант; капитан (1955). Член ВКП(б) с 1943 года.

## Биография
Родился 29 ноября 1921 года в дер. Корсаково ныне Медведевского района Марий Эл в семье красноармейца, погибшего в 1920-х годах в боях с басмачами. До 1937 года воспитанник Куженерского детдома Марийской АССР.
Окончив курсы киномехаников в 1939 году, работал киномехаником в с. Ронга Марийской АССР.
В марте 1941 года призван в РККА, служил в танковых войсках. Участник Великой Отечественной войны с июля 1942 года: командир отделения роты связи 286 отдельного батальона связи, командир телефонно-кабельного взвода 615 стрелкового полка 167 стрелковой дивизии 1 гвардейской армии на 1 Украинском фронте, от гвардии старшего сержанта до гвардии лейтенанта. В 1943 году вступил в ВКП(б). Был дважды ранен. В январе 1955 года уволился из армии в звании капитана.
В 1956 году приехал в Новосибирск, где до 1977 года проработал слесарем-электромонтажником новосибирского завода «Сиблитмаш».
Ушёл из жизни 31 августа 1993 года в Новосибирске. Похоронен на Клещихинском кладбище.

## Награды
- Орден Октябрьской Революции (1971)[2]
- Орден Славы III степени (30.06.1944)
- Орден Отечественной войны I степени (17.06.1945, 06.04.1985)[5]
- Орден Отечественной войны II степени (02.04.1944)
- Орден Красной Звезды (20.09.1944, 21.02.1945)
- Медаль «За отвагу» (27.07.1943)
- Медаль «За боевые заслуги» (19.11.1951)
- Медаль «За победу над Германией в Великой Отечественной войне 1941—1945 гг.» (09.05.1945)
- Медаль «За воинскую доблесть. В ознаменование 100-летия со дня рождения Владимира Ильича Ленина»